# 일기도

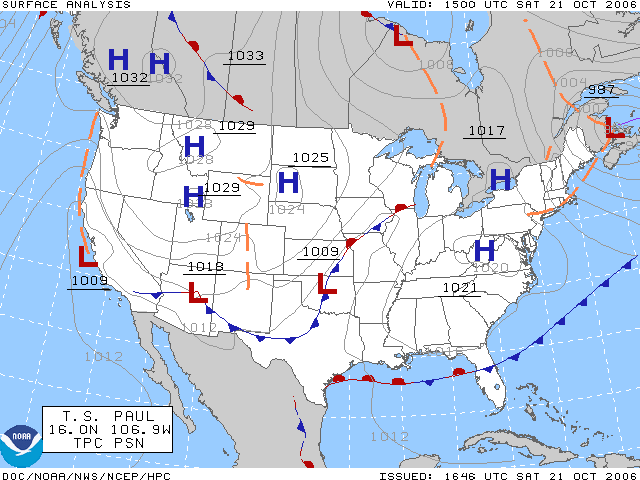
2006년 10월 21일 미국의 기후 분석

일기도(日氣圖, weather chart/map)는 어떤 지역의 특정 시각의 기상 상태를 파악하기 위해서 기온, 기압, 풍향, 풍속 등을 숫자, 기호, 등압선 등으로 표현한 지도이다. 관측한 기상 요소를 숫자나 기호를 이용하여 지도 위에 기입한 후, 등압선을 그리고 기압 배치와 전선을 나타낸 지도이기도 하다.

## 역사
세계 최초의 근대식 일기도는 1820년 독일의 물리학자 하인리히 브란데스(Brandes, Heinrich Wilhelm)가 도서관에 보존된 관측 자료를 모아서, 1783년 3월 6일의 유럽 서부 지역에 대하여 그린 것으로, 기압의 등편차선과 풍향이 기입되어 있었다.
그 후 1840년대에 전신이 보급되어 각지의 기상상황을 신속하게 수집할 수 있게 되자, 1848년 영국의 신문《데일리 뉴스》가 관측 결과를 일람표로 게재하기 시작했지만, 지도 형태의 일기도는 아니었다.
1849년부터 미국의 물리학자 조셉 헨리(Joseph Henry)의 주도로 스미소니언 연구소(Smithsonian Institution)가 미국 중부와 동부에 전신망을 통해 연결된 150개의 관측소로 구성한 관측 네트워크 구축하여 기상 자료를 수집하기 시작해서 1858년에 세계 최초로 일기도에 의한 일기예보를 발표하였다.
프랑스에서는 크림 전쟁이 한참이던 1854년 11월 14일 크림반도를 휩쓴 큰 폭풍에 의해서 프랑스 기함 헨리4세호가 침몰된 사건과 관련하여 파리 천문대 대장 르베리에(Le Verrier, Urbain-Jean-Joseph)가 유럽의 각 관측소를 통해 약 250통의 기상 기록을 모아서 조사한 결과, 그 폭풍이 에스파냐 부근으로부터 지중해를 거쳐 흑해로 이동한 것을 파악하고 1855년 1월 프랑스 과학 아카데미에서 발표했는데, 이것이 루이 나폴레옹의 인정을 받아 폭풍 경보를 위한 광대한 기상관측망을 만드는 계획이 급속히 추진되었다. 1858년에는 프랑스 국내는 물론 외국의 기상 전보도 입수할 수 있게 되었고 이것을 기반으로 1863년 세계 최초의 일일 일기도가 르베리에(Le Verrie)에 의해서 간행되었다.
그 후 다른 나라에서도 차례로 일기도가 간행되어, 오스트레일리아는 1877년 2월 5일 일간신문 《시드니 모닝(Sydney Morning)》에 최초로 수록되었으며, 일본은 1883년 2월 16일 동경기상청에서 최초의 천기도(天氣圖)를 작성하고, 1884년 6월 1일부터 천기도에 의한 일기예보가 실시되었다.
한국 최초의 근대식 일기도는 1905년 11월 1일에 제작되었는데, 06시, 14시, 22시의 일기도가 한장에 실려 있었고, 작성 시점부터 8시간 및 24시간 전의 바람, 기압, 기온이 나타나 있으며 기압이 mmHg로 표시된 것이 특징이다.

## 종류
일기도(日氣圖)는 크게 나누어서 지상(地上)일기도와 상층(上層)일기도의 두 가지로 구분할 수 있다. 지상 일기도는 우리 인체에 직접 닿는 공기의 기압·온도·노점(露點)온도·풍향·풍속·시정(視程)·기압변화량·운량(雲量)·운형·운고(雲高)·현재 천기·과거 천기·강우량 등의 각종 요소를 국제적으로 약속된 기호나 숫자로 기입하고 이들 요소 중에서 특히 일기예보와 연관성이 많은 등압선(等壓線)·전선(前線)·고기압·저기압·강수구역 등을 표시하여 이들의 동태를 파악하고 앞으로의 예상을 하여 예보를 발표하고 있다. 상층 일기도는 지상으로부터 1,500m, 3,000m, 5,400m, 9,000m, 12,000m 또는 그 이상까지도 층별로 고도·기온·습도·풍향·풍속 등의 기상 요소를 기입하고 고도의 등치선, 즉 등고도선을 그려서 대기의 입체적 구조를 분석하여 지상일기와 비교, 일기예보에 필요로 하는 일기도를 검토한다. 지상 일기도는 02시, 07시, 08시, 11시, 13시, 17시, 20시, 23시 등 하루에 8회를 작성할 수가 있으나 상층 일기도는 하루에 2회, 11시와 23시에 작성하고 있다.

## 한국식 일기도
국제식 일기도에서는 일기도 기호만 100여 종류가 있으며, 기입 방법도 상당히 복잡하다. 그래서 일반인들을 위한 좀더 간단한 한국식 일기도가 사용되고 있다. 중학교나 고등학교의 교과서에 실려 있는 일기도나 신문, 텔레비전 등의 일기 해설에 쓰이는 일기도는 모두 한국식이다.

## 고층 일기도
기상청에서는 지상 일기도 외에 하늘 높은 곳의 기상 상태를 알기 위해 고층 일기도를 작성하고 있다. 고층 일기도에는 850hPa(약 1,500m), 700hPa(약 3,000m), 500hPa(약 5,500m), 300hPa(약 9,000m)의 네 종류가 있다. 김포공항 등의 항공 기상대에서는 더 높은 곳의 고층일기도도 작성되고 있다.

## 국제 협력
기상 현상에는 국경이 없기 때문에 일기도를 만들어 일기 예보를 내보내려면 외국에서도 자료를 모을 필요가 있다. 현재는 유엔 내에 세계기상 기구(WMO)가 있어 그곳에서 국제간의 기상협력 등의 일을 하고 있다. 그 중에서도 가장 중요한 것이 바로 기상관측 방법의 통일과 기상자료의 교환이다. 일기도를 그릴 때는 각지의 기상자료를 비교해야 한다. 각국의 기상 관측소가 아무때나 마음대로 관측하면 저기압이나 태풍의 발견과 이동 등을 자세히 관측할 수 없다. 그래서 전세계에 있는 모든 관측소는 협정 세계시(世界時)에 따라 동시에 관측하도록 되어 있다. 동시에 관측된 기상 자료는 먼저 국내의 중추기관(우리나라는 기상청)에 모아진다. 각국의 중추기관이 수집한 국내의 자료는 세계의 몇몇 구역에 설치되어 있는 지구기상센터로 보내져 그 곳에서 기상자료를 모아 해석한 것을 각국으로 보낸다. 참고로 극동지구센터는 일본에 있다. 그리고 지구기상센터에 모아진 자료는 세계의 기상 중추(워싱턴, 모스크바, 멜버른)로 보내지고 여기에서 반구(半球) 일기도나 세계 일기도가 작성된다.

## 국제식 일기도
각지에서 보내온 기상관측 자료를 국제식 기입법에 의해 작성한 일기도를 국제식 일기도라 한다. 이 일기도는 전세계 공통이기 때문에 외국의 일기도를 보아도 금방 그 나라의 일기 상태를 알 수 있으므로 매우 편리하다. 우리나라의 기상청에서 작성하는 일기도 또한 모두 국제식 일기도이며, 거기에는 여러 가지 종류가 있다. 우리나라를 중심으로 한 극동 부근을 주로 그린 일기도를 극동 일기도라 하며, 기상청에서는 오전 0시부터 3시간마다 하루에 8회 작성하고 있다. 아시아 대륙의 대부분과 태평양의 서쪽 절반이 포함된 것이 아시아 태평양 일기도로, 오전 3시부터 6시간마다 하루에 4회 작성하고 있다. 북반구 전체가 포함된 북반구 일기도도 있는데, 이는 오후 9시에 한 번 작성된다. 또한 뇌우나 태풍의 접근이나 상륙 때에 작성하는 국지 일기도도 있다.

## 같이 보기
- 날씨
- 기상
- 기상청
- 기상 관측